# STANAG 2920
STANAG 2920 — угода зі стандартизації НАТО STANAG, порядковий номер 2920 «Балістичний метод випробувань броньованих матеріалів персонального захисту і бойового одягу». Було два видання STANAG 2920. Перше 17 грудня 1996 року, а друге 31 липня 2003 року. Метою цієї угоди є стандартизація нормативів для визначення рівня балістичного захисту (BL(P)) бронежилетів, касок і матеріалів, які використовуються для їх виготовлення. Результати тестів були спрямовані на те, щоб допомогти порівняти рівень балістичного захисту, який забезпечується різними бронежилетами.
STANAG 2920 використовується, щоб виміряти спроможність матеріалів зупиняти осколки дроблення снарядів. Методика вимірів була спочатку розроблена для бронежилетів, але зараз вона має загальне використання у ситуаціях, де є загроза поранення осколками снарядів. Наприклад STANAG 2920 використовується для бронетехніки.
Сторони, які брали участь у STANAG 2920 погодились застосувати єдині принципи у тестуванні броньованих персональних засобів безпеки (каски і бронежилети) або броньованих матеріалів персонального захисту.
Угода передбачає проведення випробувань з імітаторами осколків природного дроблення снарядів, куль і флешет (металічна стріла-дротик, яка має розмір олівця).
Передбачається, що це допоможе порівняти балістичний ступінь захисту броньованих матеріалів і бойового одягу. Також не виключається використання альтернативних методів оцінювання, таких як аналіз зменшення числа жертв або проведення випробувань під різними кутами і з різними швидкостями, що може допомогти розробити найбільш вдалий дизайн засобу безпеки.
STANAG 2920 реалізується, коли держава використовує методи випробувань, які описані в даній угоді, для того, щоб оцінити рівень якості персональних захисних матеріалів і бойового одягу проти балістичного зброї.

## Інформація щодо проведених випробувань

### Снаряди, за допомогою яких проводяться випробування
Під час випробування, яке описане у STANAG 2920, можуть бути використані кулі, набої типу флешета, імітатори осколків природного дроблення снарядів або будь-який балістичний снаряд, який становить небезпеку для людини.

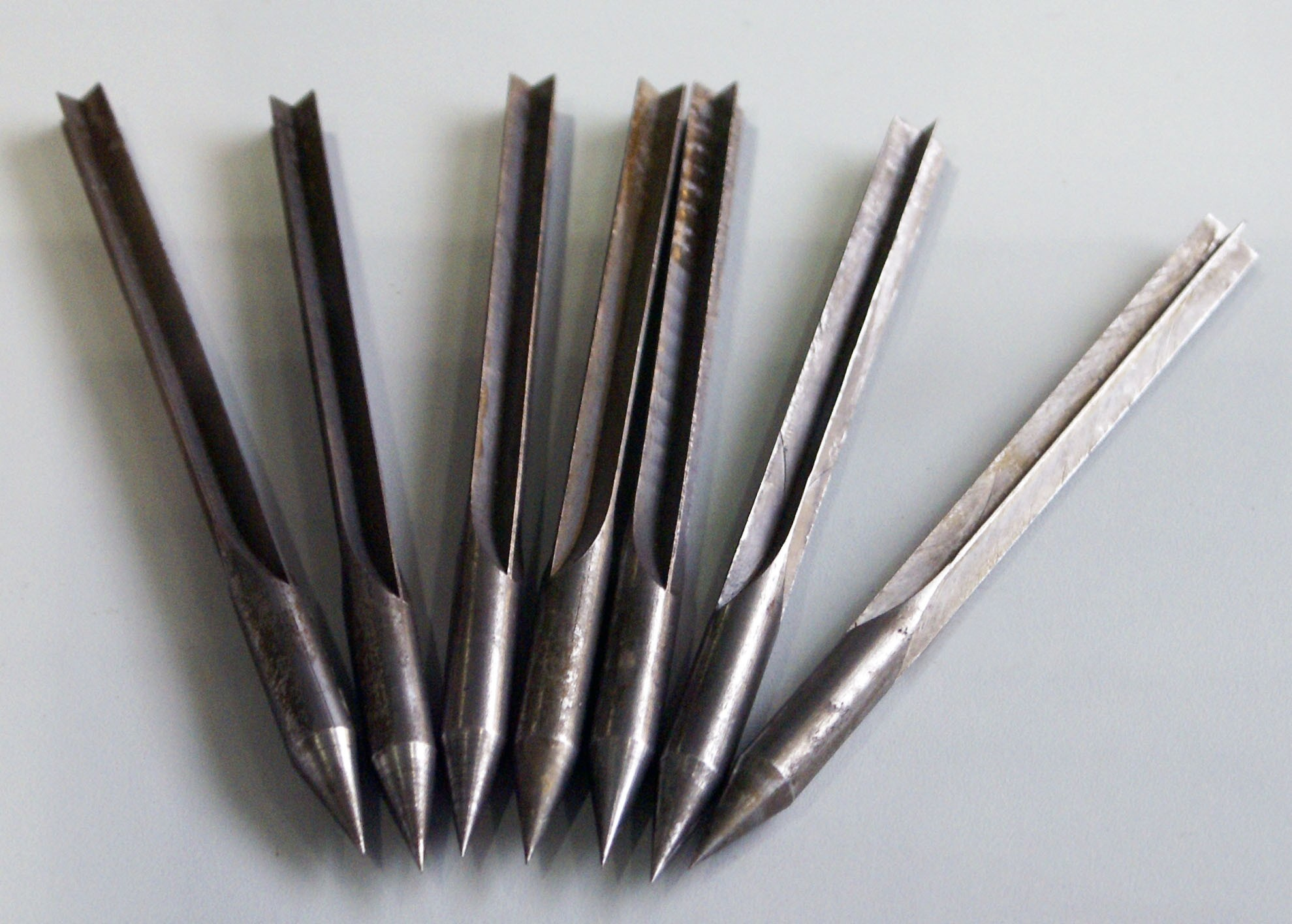
Флешети Швейцарського армійського авіаціонного корпусу

### Умови за яких проводиться експеримент
Матеріал цілі повинен бути попередньо підготовленим. Він має перебувати при температурі 20⁰С (+/-2⁰С) і відносній вологості 65% (+/- 5%) як мінімум протягом 24 годин.
Балістичний тест має проводитися за температури 20⁰С (+/- 5⁰С) і за відносної вологості 65% (+/- 10%) або як максимум після 30 хвилин, коли попередня підготовка цілі була завершена.

### Як проводяться вимірювання швидкості польоту снаряда
Вимірювання швидкості повинно бути записано з точністю до +/-0.2%. Наприклад, якщо справжня швидкість становить 1000 м/с, то вона повинна бути записана з точністю до +/- 2 м/с. В обчисленнях також повинні братись до уваги втрати швидкості через супротив повітря. Кут удару може бути виміряним за допомогою будь-яких засобів, які мають точність до 1⁰.

### Обчислення, які проводяться в рамках випробувань STANAG 2920

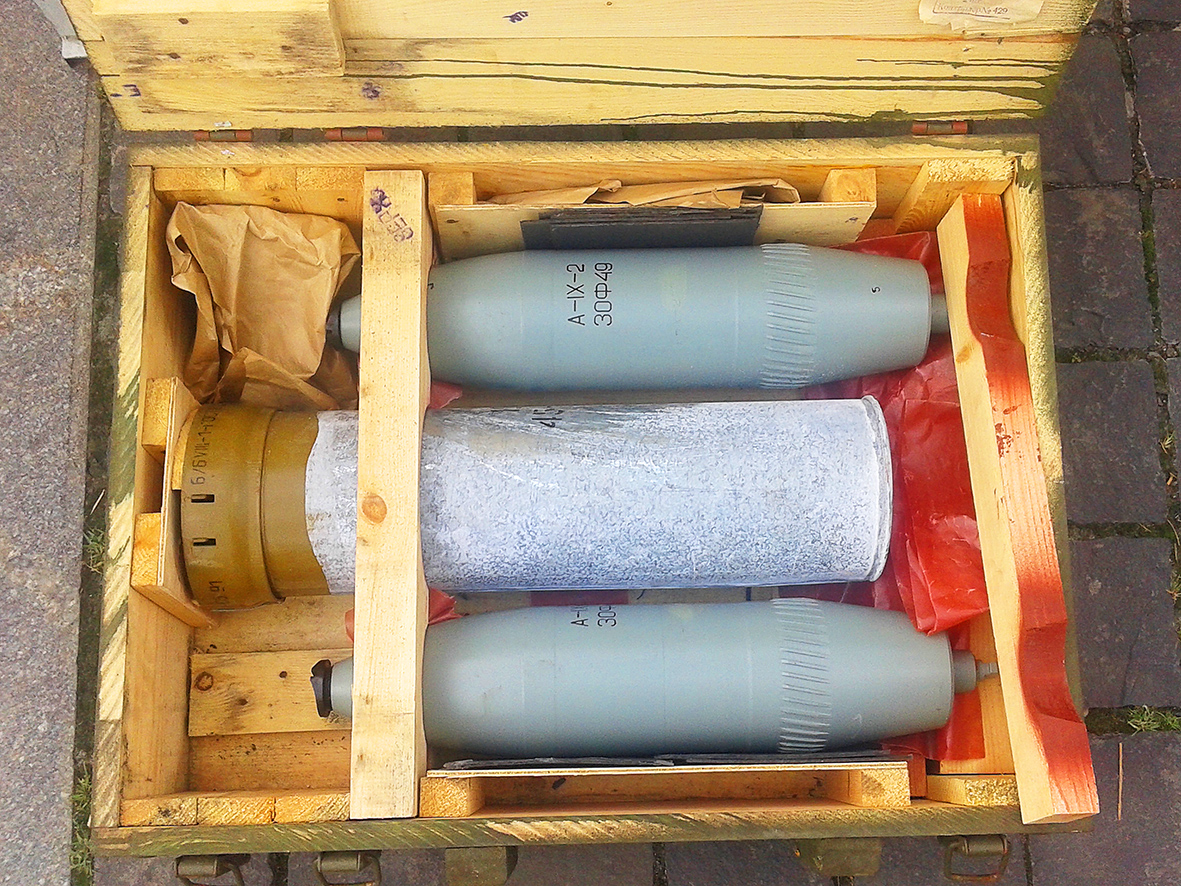
Осколково-фугасний снаряд

Під час випробувань повинні бути обчислені наступні значення : V50, V0, VLNP VLP.

Тест V50 є міжнародно визнаним стандартом з оцінювання опору особистого захисту до осколків снарядів. Випробування проводиться з використанням імітаторів осколків природного дроблення снарядів (FSP). Ці снаряди мають різну вагу, яка зростає у біноміальній прогресії. Тест проводиться шляхом вистрілу на броню з різною балістичною швидкістю, поки не буде отримано швидкість, при якій осколки снаряду пробиваю броню і швидкість, на які осколки її не пробивають. V50 є середньою швидкістю шести вистрілів (3 з них при найнижчій і 3 при найвищій швидкостях, коли осколки пробивають броню).

V0 — це найнижча швидкіть, при якій очікується перфорація від снарядів. Втрата кінетичної енергії під час перфорації вимірюється порівнянням енергії під час попадання снаряду і після його виходу. Передбачається, що ця втрата енергії є постійною в межах похибки експерименту.
Якщо перфорація досягнута першим пострілом, то вона записується попередньо як VLP. Далі зменшуєтьяс швидкість удару снаряду до тих пір, поки удар не завдасть перфорації. Швидкість удару записується як VLNP. Швидкість далі зменшується, щоб визначити чи буде відубватися перфорація при менших швидкостях.